# Idriz Batha
Idriz Batha, född den 28 mars 1992 i Gjirokastra i Albanien, är en albansk fotbollsspelare som spelar för KF Partizani i Kategoria Superiore. Han valdes till högermittfältare för laget i Kategoria Superiore 2013–2014.